# Dorothy Stickney
Dorothy Stickney (21 de junio de 1896 – 2 de junio de 1998) fue una actriz teatral y cinematográfica estadounidense, conocida por su actuación en la obra Life with Father.

## Biografía
Nacida en Dickinson, Dakota del Norte, Stickney estudió en la North Western Dramatic School de Mineápolis, Minnesota. Cantó y bailó como una de las cuatro Southern Belles en el género vodevil, y empezó a actuar en compañías teatrales veraniegas, entre ellas la Forsyth Players de Atlanta, en los primeros años veinte, todo ello antes de casarse con Howard Lindsay.
Stickney debutó como actriz teatral en el circuito de Broadway en 1926 con la pieza The Squall, participando en una serie de éxito encadenados, en los cuales interpretaba frecuentemente a personajes excéntricos. Así, fue Liz, una fregona loca, en la versión original no musical de Chicago, y Mollie Molloy en The Front Page. Cada vez con papeles de mayor entidad, ella actuó en Philip Goes Forth, Another Language, On Borrowed Time, The Small Hours, To Be Continued y The Honeys. Uno de sus últimos papeles fue el de Berthe en el musical representado en Broadway en 1976-1977 Pippin.
Stickney recibió el Premio Barter a la mejor interpretación del año en 1940 por su papel de "Vinnie" en Life with Father, escrita por su marido, que también era coprotagonista. El premio le fue entregado por Eleanor Roosevelt.
Además de su actividad teatral, Stickney también actuó en algunas producciones cinematográficas y televisivas, y escribió varios poemas, entre ellos "You're Not the Type" y "My Dressing Room".
En 1961 fue la segunda persona en recibir el Premio Roughrider, destinado a personajes destacados de Dakota del Norte.
Dorothy Stickney falleció en 1998 en Nueva York por causas naturales, pocas semanas antes de cumplir los 102 años de edad. No tuvo hijos y no dejó herederos conocidos.